# Maidan Nezalèjnosti

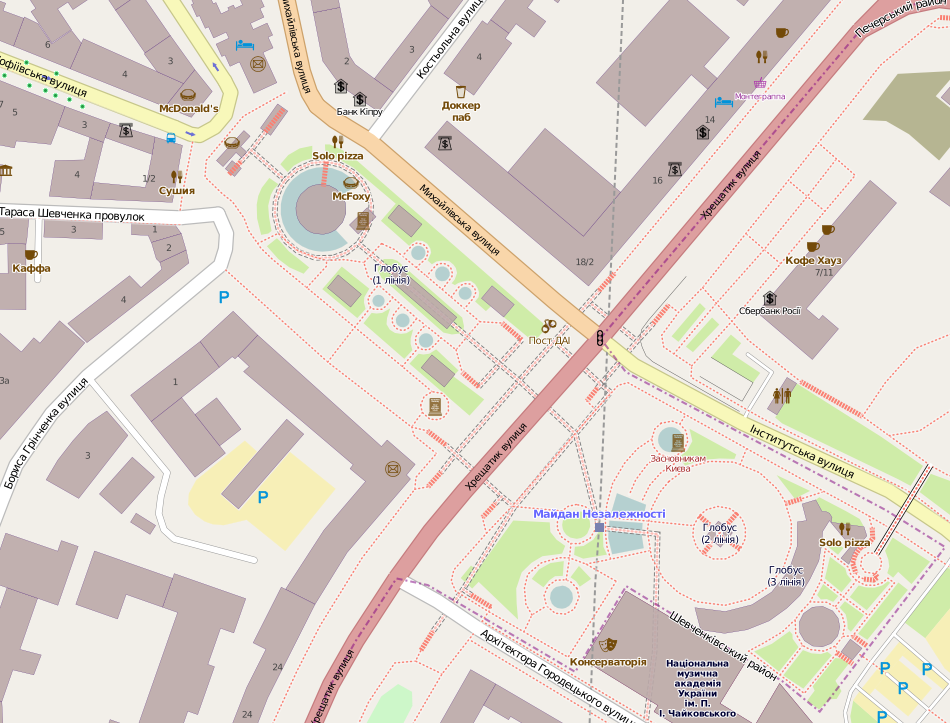
Mapa de Maidan Nezaléjnosti

Maidan Nezalèjnosti (ucraïnès: Майда́н Незале́жності, literalment: Plaça de la Independència) és la plaça central de Kíiv, la capital d'Ucraïna. És una de les principals places de la ciutat i està situada al carrer de Khresxatik al Raion de Xevtxenko. La plaça ha estat coneguda sota molts noms diferents, però sovint és anomenada simplement Maidan (La Plaça). Al segle xix, a la plaça hi havia els edificis de l'ajuntament i l'assemblea de nobles.
Des de l'inici del moviment d'independència d'Ucraïna el 1990, la plaça ha estat el lloc tradicional per a les reunions polítiques, incloent-hi les campanyes de protesta radicals a gran escala: l'estudiantil de 1989 "Revolució de Granit", la del 2001 "Ucraïna sense Kutxma", la Revolució Taronja de 2004, i l'actual Euromaidan. A més, la Maidan és un punt tradicional per diversos esdeveniments no polítics, com ara l'arbre de Nadal de la ciutat i les diverses festivitats anuals celebrades a Ucraïna el Dia de la Independència i el Dia de la ciutat de Kíiv.

## Història

### Del segleXa l'Imperi Rus
Fins al segle x la plaça era coneguda pels Khresxàtik com a Perevísisx. El carrer adjacent era el Sofiivska, el qual seguia fins a la Gran Ciutat on es trobaven una de les tres portes del Vell Kíiv (llavors Iaroslav): Liadski vorota, les altres dues eren Zoloti i Jidivski, les quals van ser esmentades per primera vegada el 1151. En aquella època, residia un important nucli de polonesos a Lacka Sloboda fins que la porta va ser destruïda per les hordes mongoles de Batu Khan el 1240.
Durant el segle xviii van ser erigides les portes Petxerski fins a l'any 1833. A finals del xviii i al començament del segle següent, la zona era un solar conegut com a "Kozine Boloto" (El Pantà de la Cabra).
A partir dels anys 1830 van començar a aixecar les primeres edificacions i durant els anys 50 es van construir els primers edificis de pedra. El 1859 va residir el novel·lista Taràs Xevtxenko entre els carrers Mala Jitómirska i Mikhàilivska.
La plaça va començar a convertir-se en el principal motor econòmic del centre de la ciutat després de l'auge de la Revolució Industrial a l'Imperi Rus. Fins a l'any 1871, la plaça es va anomenar Khresxàtitskaia Ploxa, i fou un important centre comercial i d'entreteniment. El 1876 es va construir la Duma, motiu pel qual la zona passà a anomenar-se Dúmskaia (Plaça del Parlament). A partir de 1894, la plaça va tenir connexió amb una línia del Tramvia de Kíiv (fou la primera línia electrificada durant l'Imperi Rus).
El 1913 va ser erigit un monument en memòria del Primer Ministre Piotr Stolýpin, assassinat feia dos anys. No obstant això, el memorial va ser enderrocat el 1917 durant l'inici de la Revolució Russa.

### Anys de la preguerra soviètica
El 1919 van tornar a canviar el nom de la plaça pel de Soviétskaia fins que el 1935 tornà a ser reanomenada com a Kalíninskaia en reconeixement de Mikhaïl Kalinin: Primer president del Soviet Suprem de la Unió Soviètica.

### Anys de la postguerra
La plaça es va veure perjudicada pels danys en el conflicte, de manera que durant els dos anys següents de la postguerra va haver de ser reconstruïda des de zero. Per a la rehabilitació del lloc, es van aixecar edificacions d'arquitectura estalinista neoclàssica. Alguns dels edificis aixecats van ser l'Oficina Central de Correus i el gratacels de l'Organització de Sindicats de la Unió Soviètica amb un rellotge a la part alta, el qual és una de les atraccions turístiques de la ciutat.
Entre el 1976 i el 1977 el lloc va tenir connexió amb el metro a través de la línia 2 com a part de les obres metropolitanes. Després de la inauguració de l'estació, la plaça va tornar a ser rebatejada com a Plosxad Jóvtnevoii revoliutsii.

### Independència d'Ucraïna
El 1991 es va declarar la independència d'Ucraïna després del col·lapse de la Unió Soviètica i la plaça va tornar a canviar de nom, aquest com a Nezaléjnosti ("Independència""), encara que també hi va haver altres noms com el de Svobodi (Llibertat). Durant anys, els habitants de Kíiv, igual que a nivell nacional, s'ha referit a la plaça amb el nom alternatiu, tot i que l'actual és l'oficial.

### Obres del 2001
El 2001, la plaça va ser l'escenari principal per a les manifestacions en massa conegudes com a "Ucraïna sense Kutxma". Els plans per reconstruir la plaça per part del [llavors] alcalde Oleksandr Omeltxenko sense el consentiment dels ciutadans. Per prevenir l'arribada de més manifestants i mitjans de comunicació, es va ordenar tancar els accessos a l'àrea.
Les obres van afectar l'estil antic de la plaça, entre les quals s'inclouen les seves fonts. En acabar les obres, l'opinió pública es va veure dividida davant el nou aspecte del lloc. No obstant això, altres monuments com el Ki, Sxek i Khoriv, les estàtues del Cosac Mamai i l'Arcàngel Miquel (patró de Kíev) no es van veure afectades, i a hores d'ara continuen sent monuments recognoscibles del centre modern de la ciutat.

### Revolució Taronja

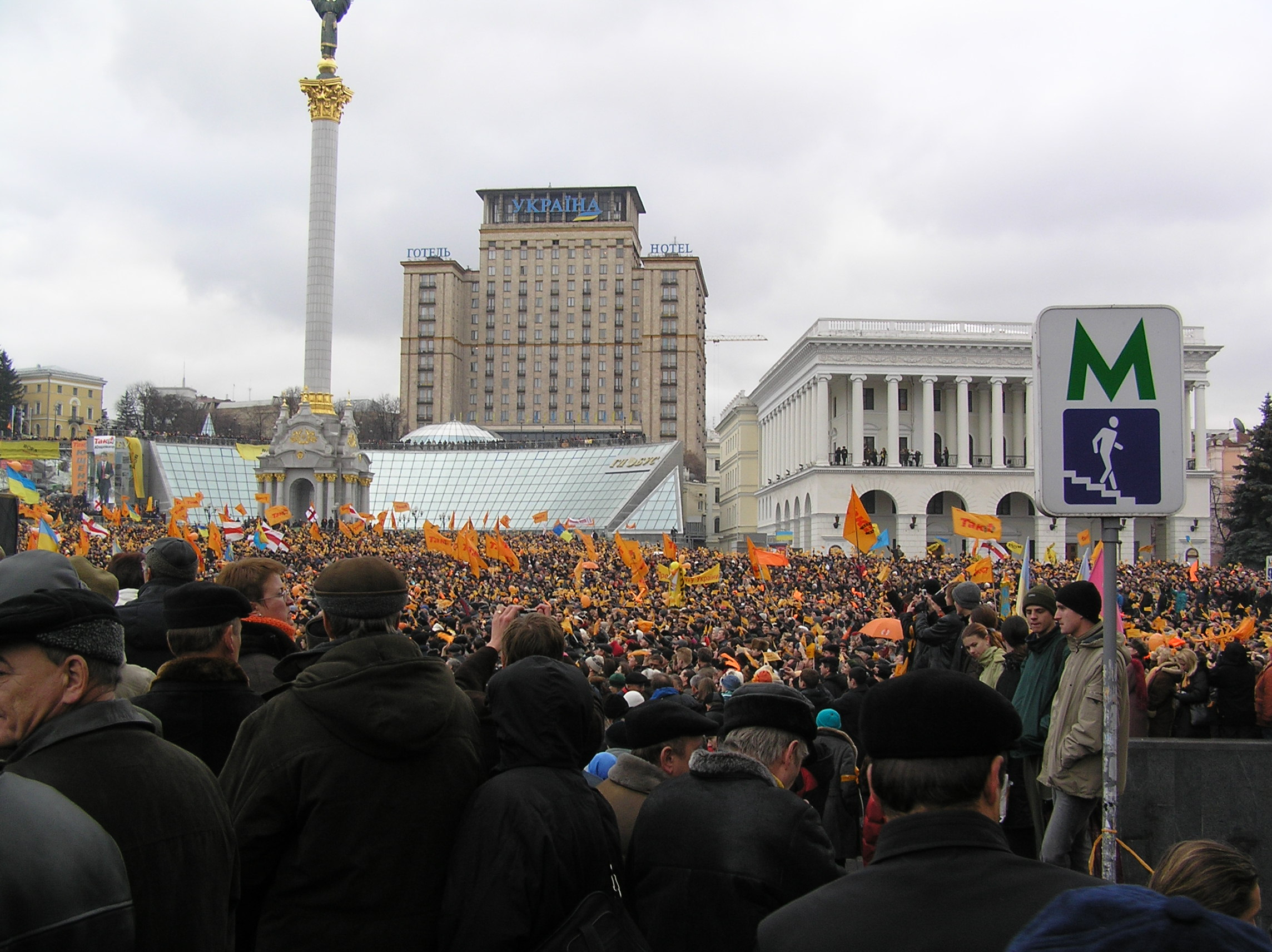
Imatge del primer dia (22 de novembre del 2004) de la Revolució Taronja.

Tres anys després, la plaça va tornar a convertir-se en el lloc triat pels manifestants. En aquella ocasió el motiu van ser les eleccions presidencials ucraïneses de 2004 en què els concentrats al lloc van protestar contra el frau electoral dels comicis en els quals va sortir vencedor Víktor Ianukóvitx en detriment de Víktor Iúsxenko de la Unió Popular la Nostra Ucraïna, partit polític conegut com a "Taronja" i que va donar nom a la manifestació.
Durant setmanes, els manifestants van estar a la plaça malgrat el fred fins que la Cort Suprema va ordenar repetir el recompte, que donà com a vencedor a Iúsxenko, el qual va agrair el suport als ciutadans congregats.

### EuroMaidan

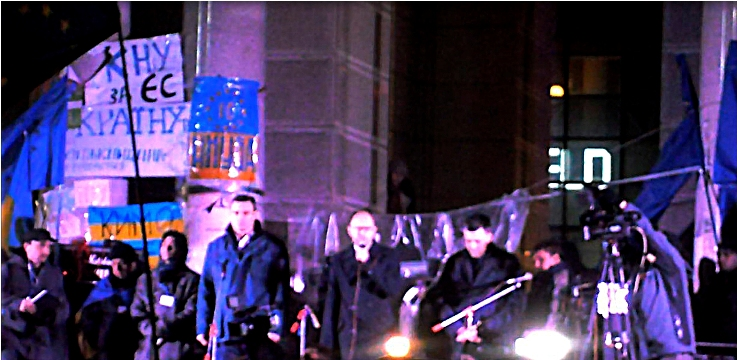
Líders dels partits d'oposició: Vitali Klitxkó, Arseni Iatseniuk i Oleg Tiagnibok a l'EuroMaidan

El 21 novembre del 2013 van començar les manifestacions europeistes (ucraïnès: ЄвроМайдан, també escrit com a ЕвроМайдан), quan els ciutadans ucraïnesos van començar protestes espontànies a Kíiv. El dia anterior, el 21 de novembre de 2013, el govern d'Ucraïna va suspendre la signatura de l'Acord d'Associació i l'Acord de Lliure Comerç amb la Unió Europea.
Inicialment duta a terme per estudiants universitaris, a les protestes es van unir amplis sectors de la població - descontents amb la mal gestió del govern del Partit de les Regions i els resultats de la seva política econòmica i social -, l'oposició política, les esglésies ucraïneses com, per exemple, l'Església ortodoxa ucraïnesa del Patriarcat de Kíiv, exceptuant l'Església ortodoxa ucraïnesa del Patriarcat de Moscou, les organitzacions socials.
La causa del malestar popular rau en el fet que la majoria de la població ucraïnesa dona suport a les aspiracions europees: un 58,0% dels ucraïnesos dona suport l'associació amb la Unió Europea, mentre que només el 31% està en contra. Alhora, un 45% dona suport a la signatura de l'associació amb la Unió Europea, mentre que només el 14% prefereix una  associació amb Rússia. Molt poques enquestes donen altres resultats (com una que afirma que la proporció és el 38% a favor de l'associació amb Rússia i 37,8% a favor de l'associació amb la Unió Europea.
La proporció real del suport popular a cada opció es va mostrar en les manifestacions oposades del 8 de desembre del 2013 a Kíiv. La manifestació pro-europea va aplegar vora un milió de persones, malgrat el perill de noves repressions. Mentre que la manifestació contrària, recolzada, defensada i finançada pel govern (amb pagament de 200 hrívnia al dia per participar, més despeses), només va reunir 15.000 persones.